# Andreas Kriegenburg
Andreas Kriegenburg (geboren am 15. November 1963 in Magdeburg) ist ein deutscher Theaterregisseur.

## Leben
Kriegenburg erlernte zunächst den Beruf des Modelltischlers und arbeitete in der Werkstatt des Maxim-Gorki-Theaters in Magdeburg als Tischler. Hier setzte seine Begeisterung fürs Theatermachen ein, und 1984 wurde er Regieassistent im kleinen Gerhart-Hauptmann-Theater in Zittau. 1988 erhielt er am größeren Kleist-Theater Frankfurt (Oder) neben den Assistenzen auch die Chance zu ersten eigenverantwortlichen Arbeiten als Regisseur.
Nach der Wende wechselte er 1991 zur Berliner Volksbühne am Rosa-Luxemburg-Platz und war bis 1996 dort fester Regisseur. Er sorgte mit seinen Arbeiten neben Frank Castorfs Inszenierungen für frischen Wind in der deutschen Theaterlandschaft. Seine Inszenierung von Georg Büchners Woyzeck wurde für das Berliner Theatertreffen ausgewählt. Als Hausregisseur folgten die Stationen Niedersächsisches Staatstheater Hannover (1997–1999) und Burgtheater Wien (1999–2001).
Seit 2001 war Andreas Kriegenburg Oberspielleiter am Thalia-Theater in Hamburg. Neben seinen Arbeiten in Hamburg inszenierte er als Gast der Münchner Kammerspiele 2002 die Orestie von Aischylos, 2004 die Nibelungen von Friedrich Hebbel, 2006 Drei Schwestern von Anton Tschechow sowie 2008 Der Prozess nach Franz Kafka und wurde 2003, 2005, 2007 und 2009 mit diesen Inszenierungen zum Berliner Theatertreffen eingeladen. Im Jahr 2006 gab er sein Debüt als Opernregisseur am Theater Magdeburg mit der Aufführung von Orpheus und Eurydike nach Christoph Willibald Gluck. Im September 2009 wechselte er zusammen mit Intendant Ulrich Khuon ans Deutsche Theater Berlin.
Kriegenburg arbeitete mit der Kostümbildnerin Andrea Schraad und – wenn er nicht selbst das Bühnenbild übernimmt – mit dem Bühnenbildner Harald B. Thor zusammen.
Seine Inszenierung Die Nibelungen an den Münchner Kammerspielen wurde mit dem begehrten Nestroy-Theaterpreis als beste deutsche Inszenierung des Jahres 2005 ausgezeichnet. Seine Inszenierung Das letzte Feuer am Hamburger Thalia Theater wurde mit dem Faust-Theaterpreis 2008 ausgezeichnet. Seine 3,5-Stunden-Inszenierung von Dea Lohers Stück Diebe am Deutschen Theater Berlin sorgte für großes Aufsehen bei einem Gastauftritt im Cameri-Theater Tel Aviv.
2016 wurde Kriegenburg mit dem Europe Prize Theatrical Realities ausgezeichnet. Die von der Europäischen Kommission mit 30.000 Euro Preisgeld (verteilt auf alle fünf Gewinner) bestückte Auszeichnung ehrt Künstler oder Theater, die sich auf ebenso originelle wie innovative Weise um das Theater EU-Europas verdient gemacht haben.
Ebenfalls seit 2016 arbeitet Andreas Kriegenburg als freier Regisseur.

## Über die Arbeit von Andreas Kriegenburg
„Kriegenburgs Theater ist körpersprachlich stark ausdifferenziert, Choreografie, Akrobatik, Tanz sind prägende Elemente. Wie kein anderer im Theater beherrscht er die Kunst des Slapsticks in all ihren Spielarten. Für Kriegenburg ist sie, wie bei Buster Keaton, seinem Vorbild, Ausdruck von Verlorenheit: ‚ein Ringen ums Überleben – das Hinfallen, um wieder aufzustehen, um wieder hinzufallen und wieder aufzustehen …‘ Nicht immer gelingt ihm dabei die Ökonomie der Mittel. Manchmal geht Kriegenburgs Fabulierlust mit ihm durch, verzetteln sich seine Einfälle im Kleinteiligen, Klamottigen, auch im allzu Artifiziellen. Seine besten Arbeiten jedoch stecken so voller Zärtlichkeit, Humor und trauriger Poesie, dass es einem das Herz abschnürt – vor Schmerz und vor Glück.“

„Der Regisseur und Bühnenbildner Andreas Kriegenburg ist ein wahrer Visionär des Theaters – ein Künstler, dessen Drama sich aus bemerkenswerten und originären Bildern speist. Dennoch gibt es keinen singulären, klar zuordenbaren ‚Kriegenburg-Stil‘ – sein Schaffen ist äußerst vielfältig, sein visuelles Vokabular der jeweiligen Vorlage angepasst. Seine Anfänge am Theater waren bescheiden und praxisorientiert; er begann seine Tätigkeit als Bühnenarbeiter und Tischler, bevor er dazu überging, selbst Regie zu führen und schließlich seine eigenen Produktionen auch auszustatten. Schon früh konnte er erste Erfolge feiern – bereits mit 27 Jahren erregte er Aufmerksamkeit mit seiner Woyzeck-Produktion an der Volksbühne Berlin, die 1991 zum Theatertreffen eingeladen wurde.“

## Auszeichnungen
- 2005: Nestroy-Theaterpreis für eine „zukunftsweisende Leistung“ als beste deutsche Inszenierung des Jahres 2005 für seine Inszenierung „Die Nibelungen“ an den Münchner Kammerspielen
- 2008: Deutscher Theaterpreis DER FAUST für seine Inszenierung „Das letzte Feuer“ am Hamburger Thalia Theater. Ebenfalls 2008 erhielt er für seine Vorlesungen, Regiestudiengänge, Workshops und Regie- und Schauspielabsolventen-Betreuungen die Professoren-Urkunde von Elmar Lampsonvon der Hamburger Theaterhochschule.
- 2009: bester Autor des Jahres bei der Kritikerumfrage der Zeitschrift „Die Deutsche Bühne“ (mit einem der besten je erzielten Ergebnisse)
- 2009: vom Magazin „Theater heute“ und einer aus 41 Theaterkritikern bestehenden Jury für das beste Bühnenbild für das Stück „Prozess“ nach Franz Kafka ausgezeichnet
- 2010: für seine Inszenierung »Prinz Friedrich von Homburg« und die Uraufführung von Dea Lohers »Diebe« wurde er in der Jahresumfrage der Zeitschrift Theater heute zum Bühnenbildner des Jahres gekürt.
- 2014: wählten 50 Musikkritiker aus Europa und Amerika bei einer Umfrage des Branchenblattes Opernwelt seine Inszenierung von Bernd Alois Zimmermanns „Die Soldaten“ an der Bayerischen Staatsoper München zur Aufführung des Jahres.
- 2016: Europäischer Theaterpreis: „XIII Europe Prize Theatrical Realities“ für „besondere Impulse für das europäische Theater“ im Anschluss an das Gastspiel von „Nathan der Weise“ im rumänischen Craiova.[2][5]

## Inszenierungen
- 1984 – Rotkäppchen von Jewgenij Schwarz, Gerhart-Hauptmann-Theater Zittau
- 1988 – Feuer/Vogel Choreographie von Andreas Kriegenburg, Gerhart-Hauptmann-Theater Zittau
- 1989 – Fräulein Julie von August Strindberg, Kleist-Theater Frankfurt/Oder//Probebühne, Werkstattraum
- 1990 – Liebe Jelena Sergejewna von Ludmilla Rasumowskaja, Kleist-Theater Frankfurt/Oder//Probebühne, Werkstattraum; Ein Volksliederabend von Andreas Kriegenburg, Kleist-Theater Frankfurt/Oder//Probebühne, Werkstattraum
- 1991 – Medea von Euripides, Kleist-Theater Frankfurt/Oder
- 1992 – Woyzeck von Georg Büchner, Volksbühne Berlin; Stadt der Gerechten von Lew Lunz, Volksbühne Berlin; Die Falle des Qualle/Socrate von Erik Satie zusammen mit Victor Petit, Volksbühne Berlin; In seinem Garten liebt Don Perliplin Belisa von Federico Garcia Lorca, Volksbühne Berlin/Theater im 3. Stock
- 1993 – Othello von William Shakespeare, Volksbühne Berlin; Katzelmacher von Rainer Werner Fassbinder, Theater Basel
- 1994 – Fegefeuer in Ingolstadt von Marieluise Fleißer, Schauspiel Bonn; Der gute Mensch von Sezuan von Bertolt Brecht, Volksbühne Berlin; Die Krone der Schöpfung, das Schwein, der Mensch von Gottfried Benn, Volksbühne Berlin; Kasimir und Karoline von Ödön von Horváth, Staatstheater Hannover
- 1995 – Aufstand der Angestellten – Szenenfolge mit Blasmusik von Andreas Kriegenburg, Uraufführung Volksbühne Berlin; Hinkemann von Ernst Toller, Volksbühne Berlin; Fremdes Haus von Dea Loher, Uraufführung Staatstheater Hannover
- 1996 – Marat/Sade von Peter Weiss, Staatstheater Hannover/Ballhof; Zement von Heiner Müller, Volksbühne Berlin; Schillers TELL von Friedrich Schiller, Staatstheater Hannover; Draußen vor der Tür von Wolfgang Borchert, Bayerisches Staatsschauspiel München/Cuvilliéstheater
- 1997 – I Hired A Contract Killer nach dem Film von Aki Kaurismäki, Uraufführung Staatstheater Hannover/Ballhof; Cumberlandscher Sommer: Das Tier in mir/Was kostet die Welt Ein Abend von u. a. Andreas Kriegenburg, Staatstheater Hannover/Cumberlandsche Galerie; Bernarda Albas Haus von Federico Garcia Lorca, Bayerisches Staatsschauspiel/Residenztheater; Ein Volksfeind von Henrik Ibsen, Staatstheater Hannover; Blaubart – Hoffnung der Frauen von Dea Loher, Uraufführung Bayerisches Staatsschauspiel München/Residenztheater
- 1998 – Olgas Raum von Dea Loher, Staatstheater Hannover; Adam Geist von Dea Loher, Uraufführung Staatstheater Hannover; Leonce und Lena von Georg Büchner, Bayerisches Staatsschauspiel München/Residenztheater; Maria Magdalena von Friedrich Hebbel, Theater Basel; Komik oder die letzte Nummer von Andreas Kriegenburg, Uraufführung Eisfabrik/Foro Artistico Hannover; Der Sturm von William Shakespeare, Staatstheater Hannover
- 1999 – Penthesilea von Heinrich von Kleist, Bayerisches Staatstheater München/Residenztheater; Faust – f1 von JWG nach Goethe, Bayerische Theaterakademie August Everding, München; Das Ende vom Anfang von Sean O’Casey, Staatstheater Hannover; Komik oder die letzte Nummer von Andreas Kriegenburg (Gastspiel der überarbeiteten/gekürzten Fassung), Staatstheater Hannover/Ballhof 2; Kaffee-Braun Tanztheaterstück von Andreas Kriegenburg, Uraufführung Orangerie Hannover; Lulu von Frank Wedekind, Burgtheater Wien
- 2000 – The Black Rider von William S. Burroughs/Tom Waits/Robert Wilson, Bayerisches Staatsschauspiel München/Residenztheater; Vor Sonnenaufgang von Gerhart Hauptmann, Deutsches Theater Berlin; Die Verschwörung des Fiesco zu Genua von Friedrich Schiller, Burgtheater Wien; Berliner Geschichte von Dea Loher, Uraufführung Staatstheater Hannover; Nachtasyl von Maxim Gorki, Thalia Theater Hamburg
- 2001 – Dantons Tod/Der Auftrag/Die Schere/Freiheit, Gleichheit, Brüderlichkeit von Friedrich Schiller/Heiner Müller/Dea Loher/Andreas Kriegenburg, Akademietheater Wien; Tatis Welt von Andreas Kriegenburg, Uraufführung Schauspielhaus Zürich; Berliner Geschichte von Dea Loher, Übernahme vom Deutschen Schauspielhaus Hamburg/Malersaal; Kinder des Olymp nach Jacques Prévert, Thalia Theater Hamburg; Magazin des Glücks I: Licht von Dea Loher, Uraufführung Thalia Theater Hamburg/Gaußstrasse; Verkommenes Ufer/Medeamaterial/Landschaft mit Argonauten//Berliner Geschichte von Heiner Müller/Dea Loher, Deutsches Theater Berlin; Magazin des Glücks II: Hände von Dea Loher, Uraufführung Thalia Theater Hamburg/Gaußstrasse; Medea von Euripides, Thalia Theater Hamburg/Gaußstrasse
- 2002 – Magazin des Glücks III: Deponie von Dea Loher, Uraufführung Thalia Theater Hamburg/Gaußstrasse; Stützen der Gesellschaft von Henrik Ibsen, Schauspielhaus Zürich; Magazin des Glücks IV/V/VII: Hund/Sanka/Future Song von Dea Loher, Uraufführung Thalia Theater Hamburg/Gaußstrasse; Miss Sara Sampson von Gotthold Ephraim Lessing, Thalia Theater Hamburg; Orestie von Aischylos, Münchner Kammerspiele/Jutierhalle
- 2003 – Macbeth nach William Shakespeare, Thalia Theater Hamburg; Bernarda Albas Haus von Federico Garcia Lorca, Thalia Theater Hamburg; Plattform von Michel Houellebecq, Uraufführung Schauspiel Hannover/Ballhof eins; [Die Kleinbürgerhochzeit] von Bertolt Brecht, Theater an der Angel, Magdeburg; Unschuld von Dea Loher, Uraufführung Thalia Theater Hamburg; Kassandra – Ein Projekt von Andreas Kriegenburg, Thalia Theater Hamburg/Gaußstrasse
- 2004 – Kurz vorm Vergessen – Ein Projekt von Andreas Kriegenburg, Uraufführung Thalia Theater Hamburg/Gaußstrasse; Herr Puntila und sein Knecht Matti von Bertolt Brecht, Schauspielhaus Zürich; Das Leben auf der Praca Roosevelt von Dea Loher, Uraufführung Thalia Theater Hamburg/Gaußstrasse; Die Jungfrau von Orléans von Friedrich Schiller, Thalia Theater Hamburg; Die Nibelungen von Friedrich Hebbel, Münchner Kammerspiele; Idioten nach Lars von Trier, Schauspiel Frankfurt
- 2005 – White Trash. Wir waren schon als Kinder scheisse – Ein Projekt von Andreas Kriegenburg, Uraufführung Thalia Theater Hamburg/Gaußstrasse; King Lear von William Shakespeare, Thalia Theater Hamburg; Protection von Anja Hilling, Uraufführung Thalia Theater Hamburg; Quixote in der Stadt von Dea Loher/Andreas Kriegenburg/Laurent Simonetti, Uraufführung Thalia Theater Hamburg; Sauerstoff von Iwan Wyrypajew, Thalia Theater Hamburg/Gaußstrasse
- 2006 – Orpheus und Eurydike nach Christoph Willibald Gluck, Theater Magdeburg/Opernhaus; Die schmutzigen Hände von Jean-Paul Sartre, Thalia Theater Hamburg; Schwarze Mamba von Andreas Jungwirth, Uraufführung Thalia Theater Hamburg; Richard III. von William Shakespeare, ro theater Rotterdam; Drei Schwestern von Anton Tschechow, Münchner Kammerspiele
- 2007 – Hexenjagd von Arthur Miller, Thalia Theater Hamburg; Das Leben der Marionetten nach Ingmar Bergman, Thalia Theater Hamburg; Hinter Augen von Catherine Aigner, Uraufführung Thalia Theater Hamburg; Romeo und Julia von William Shakespeare, Thalia-Theater Hamburg/Gaußstrasse; Land ohne Worte//Berliner Geschichte von Dea Loher, Uraufführung Münchner Kammerspiele/Werkraum//Kammerspiele; Idomeneo von Wolfgang Amadeus Mozart, Theater Magdeburg/Opernhaus; Emilia Galotti von Gotthold Ephraim Lessing, Theater Magdeburg
- 2008 – Das letzte Feuer von Dea Loher, Uraufführung Thalia Theater Hamburg; Onkel Wanja von Anton Tschechow, Thalia Theater Hamburg; Der Prozess von Franz Kafka, Münchner Kammerspiele; Wiän ich miis Mami'n'Papi chalt gmacht han oder Porno für Anfänger Ein Projekt von Andreas Kriegenburg, Theater der Künste, Zürich; Wozzeck von Alban Berg, Bayrische Staatsoper München; Die Zelle von Andreas Kriegenburg, Uraufführung Haus der Künste, München
- 2009 – Urfaust von Johann Wolfgang von Goethe, Thalia Theater Hamburg; Der Menschenfeind von Molière, Thalia-Theater Hamburg/Gaußstrasse; Kabale und Liebe von Friedrich Schiller, Düsseldorfer Schauspielhaus; Radio Rhapsodie von Anja Hilling, Uraufführung Thalia Theater Hamburg; Herz der Finsternis nach Joseph Conrad, Uraufführung Deutsches Theater Berlin/Kammerspiele; Prinz Friedrich von Homburg von Heinrich von Kleist, Deutsches Theater Berlin; Hamlet von William Shakespeare, Deutsches Theater Berlin/Kammerspiele
- 2010 – Diebe von Dea Loher, Uraufführung Deutsches Theater Berlin; Der Diener zweier Herren von Carlo Goldoni, Schauspiel Frankfurt/Bockenheimer Depot; Otello von Giuseppe Verdi, Deutsche Oper Berlin; Ein Sommernachtstraum von William Shakespeare, Deutsches Theater Berlin; Alles nur der Liebe wegen Ein Projekt von Andreas Kriegenburg, Uraufführung, Münchner Kammerspiele.
- 2011 – Tosca von Giacomo Puccini, Oper Frankfurt; Stella von Johann Wolfgang von Goethe, Schauspiel Frankfurt/Kammerspiele; Judith von Friedrich Hebbel, Deutsches Theater Berlin/Kammerspiele; Winterreise von Elfriede Jelinek, Deutsches Theater Berlin; Das Käthchen von Heilbronn von Heinrich von Kleist, Deutsches Theater Berlin.
- 2012 – Der Ring des Nibelungen von Richard Wagner, Bayerische Staatsoper München/Nationaltheater; Am schwarzen See von Dea Loher, Uraufführung, Deutsches Theater Berlin; Franziska von Franz Wedekind, Münchner Kammerspiele.
- 2013 – Orlando von Georg Friedrich Händel, Semperoper Dresden; Die Fliegen von Jean-Paul Sartre, Staatsschauspiel Dresden; Sklaven Fünf Einakter von Georges Courteline, Deutsches Theater Berlin/Kammerspiele; Die Möwe von Anton Tschechow, Schauspiel Frankfurt; Sommertraumschiff – Ein Sinkspiel von Andreas Kriegenburg, Uraufführung, Theater an der Angel, Magdeburg; Rigoletto von Giuseppe Verdi, Neues Nationaltheater, Tokio; Aus der Zeit fallen von David Grossman, Uraufführung, Deutsches Theater Berlin.
- 2014 – Was ihr wollt von William Shakespeare, Staatsschauspiel Dresden; Così fan tutte von Wolfgang Amadeus Mozart, Semperoper Dresden; Die Soldaten von Bernd Alois Zimmermann, Bayerische Staatsoper München/Nationaltheater; Don Juan kommt aus dem Krieg von Ödön von Horváth, Salzburger Festspiele/Perner-Insel, Hallein; Glaube Liebe Hoffnung von Ödön von Horváth, Schauspiel Frankfurt.
- 2015 – Maria Stuart von Friedrich Schiller, Münchner Kammerspiele; Bernarda Albas Haus von Federico Garcia Lorca, Staatsschauspiel Dresden; Nathan der Weise von Gotthold Ephraim Lessing, Deutsches Theater Berlin; Wassa Schelesnowa von Maxim Gorki, Burgtheater Wien; María de Buenos Aires Tango-Oper von Astor Piazzolla, Theater Bremen/Theater am Goetheplatz.
- 2016 – Ein Käfig ging einen Vogel suchen von Franz Kafka, Deutsches Theater Berlin; Der Sturm von William Shakespeare, Schauspiel Frankfurt; Don Giovanni von Wolfgang Amadeus Mozart, Semperoper Dresden; Pension Schöller von Wilhelm Jacoby/Carl Laufs, Burgtheater Wien.
- 2017 – Macbeth von William Shakespeare, Bayerisches Staatsschauspiel München/Residenztheater; Drei Tage auf dem Land von Patrick Marber nach Iwan Turgenjews Ein Monat auf dem Lande (Deutsche Erstaufführung), Schauspiel Frankfurt; Die Frau ohne Schatten von Richard Strauss, Staatsoper Hamburg; Hochzeit von Elias Canetti, Koproduktion Ruhrfestspiele Recklinghausen/Deutsches Theater Berlin; Lady Macbeth von Mzensk von Dmitri Schostakowitsch, Salzburger Festspiele; Die Dreigroschenoper von Bertolt Brecht, Düsseldorfer Schauspielhaus.
- 2018 – Amphitryon von Heinrich von Kleist, Schauspiel Frankfurt; Yerma von Federico García Lorca, Staatsschauspiel Dresden; Les Huguenots von Giacomo Meyerbeer, Opéra National de Paris; Der Spieler von Fjodor M. Dostojewski, Bayerisches Staatsschauspiel München/Residenztheater.
- 2019 – Babylon von Jörg Widmann/Peter Sloterdijk, Staatsoper Unter Den Linden; Peer Gynt von Henrik Ibsen, Schauspiel Frankfurt; Simon Boccanegra von Giuseppe Verdi, Salzburger Festspiele; Der Kirschgarten von Anton Tschechow, Staatsschauspiel Dresden; Nora von Henrik Ibsen, Staatstheater Nürnberg; The Snow Queen von Hans Abrahamsen und Henrik Engelbrecht nach dem Märchen von Hans Christian Andersen (Erstaufführung der Neuproduktion in englischer Sprache, Übersetzung ins Englische von Amanda Holden), Bayerische Staatsoper München/Nationaltheater.
- 2020 – Antigone von Sophokles, Staatstheater Nürnberg.
- 2021 – Der Freischütz von Carl Maria von Weber, Staatsoper Hamburg; Michael Kohlhaas von Heinrich von Kleist, Koproduktion mit den Bregenzer Festspielen/Deutsches Theater Berlin/Les Théâtres de la Ville de Luxembourg; Spiel der Illusionen von Pierre Corneille, Staatstheater Nürnberg; Minna von Barnhelm von Gotthold Ephraim Lessing, Düsseldorfer Schauspielhaus.
- 2022 – Sommergäste von Maxim Gorki, Theater Münster; „Exellenzworkshop“ (Masterclass),  HfMDK Frankfurt, Kleiner Saal der Hochschule; „Festival junger Stimmen“, Hessisches Staatstheater Wiesbaden.
- 2023 – Das kunstseidene Mädchen von Irmgard Keun, (Künstlerische Begleitung), Düsseldorfer Schauspielhaus, Foyer; Die Großherzogin von Gerolstein von Jacques Offenbach, Staatstheater Nürnberg, Opernhaus; Schillers Balladen Live – Projekt mit Absolventen des Düsseldorfer Schauspielstudios, Düsseldorfer Schauspielhaus, Unterhaus; Figaros Hochzeit oder Der tolle Tag von Pierre Augustin Caron de Beaumarchais, Düsseldorfer Schauspielhaus; Hamlet von William Shakespeare, Staatstheater Meiningen; Offene Zweierbeziehung von Dario Fo und Franca Rame, Schauspiel Stuttgart.
- 2024 – Platée von Jean-Philippe Rameau, Göteborg Operan; die unverheiratete von Ewald Palmetshofer, Düsseldorfer Schauspielhaus/Kleines Haus; Timon von Athen von William Shakespeare, Theater Magdeburg/Kammer 1; Der Freischütz von Carl Maria von Weber, Staatsoper Hamburg.
- 2025 - Herr Puntila und sein Knecht Matti von Bertolt Brecht, Staatstheater Meiningen/Großes Haus.